# الفرقة 162 (إسرائيل)

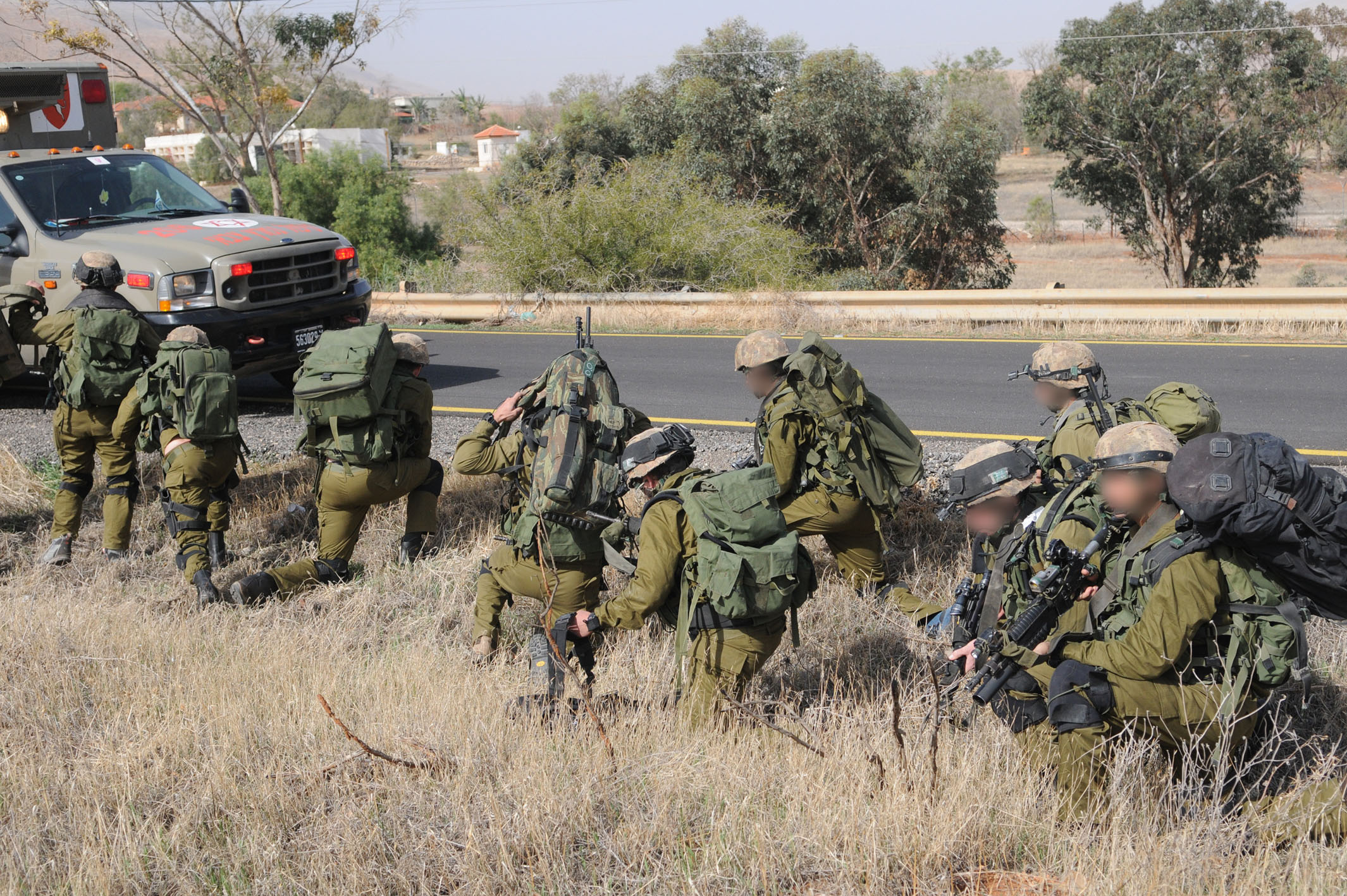
جنود لواء الوادي خلال تمرين مفاجئ.

الفرقة 162 المدرعة، والمعروفة أيضًا باسم تشكيل الصلب (بالعبرية: עֻצְבַּת הַפְּלָדָה) هي فرقة مدرعة نظامية في الجيش الإسرائيلي، تتبع للقيادة الإقليمية الجنوبية. يقود الفرقة العميد موتي باروخ.
لعبت الفرقة دورًا مهمًا في حرب اكتوبر عام 1973 في سيناء تحت قيادة أبراهام آدان. وعلى الرغم من ارتباطها بالقيادة المركزية في ذلك الوقت، إلا أن الفرقة 162 شاركت في المعارك ضد حزب الله في الفترة من يوليو إلى أغسطس 2006 في القطاع الغربي من جنوب لبنان وشمال بنت جبيل. وصلت الفرقة إلى نهر الليطاني الاستراتيجي، الذي يفصل الجزء اللبناني الذي يسيطر عليه حزب الله عن وسط لبنان، وشاركت الفرقة في مناوشات إضافية مع حزب الله حتى 27 سبتمبر.

## الوحدات
- الفرقة 162 المدرعة
  - اللواء 37 المدرع «رام» (احتياطي)
  - اللواء 84 مشاة "جفعاتي"
  - اللواء 401 مدرع "آثار الحديد"
  - اللواء 933 مشاة "نحال"

هيكل الفرقة 162 المدرعة

  - الفوج 215 مدفعية «عامود هاش» / «عمود النار»
    - الكتيبة 55 مدفعية «دراجون» رقم 55 (إم 109 "دوهر")
    - الكتيبة 402 مدفعية «رشيف» (إم 109 "دوهر")
    - الكتيبة 403 مدفعية «إيال» (احتياطي) (إم 109 "دوهر")
    - سرية اكتساب الهدف

  - كتيبة إشارة الفرقة